# إيليماني ديوب
إيليماني ديوب مواليد 04 أبريل 1995، هو لاعب كرة سلة سنغالي بدأ مسيرته الاحترافية في سنة 2011 يلعب مع فريق ساسكي باسكونيا في ليغا أيه سي بي ويحمل الرقم 12. يبلغ طوله 6 قدم 11 بوصة (2.1 م).

## فرق لعب لها
- ساسكي باسكونيا

## روابط خارجية
- إيليماني ديوب على موقع الاتحاد الدولي لكرة السلة (الإنجليزية)
- إيليماني ديوب على موقع الدوري الأوروبي لكرة السلة (الإنجليزية)
- إيليماني ديوب على موقع الدوري الإسباني لكرة السلة (الإسبانية)
- إيليماني ديوب على موقع كرة السلة الأوروبية.كوم (الإنجليزية)
- إيليماني ديوب على موقع ريلجم (الإنجليزية)
- إيليماني ديوب على موقع بروبوليرز (الإنجليزية)
- إيليماني ديوب على موقع سبورتس رفرنس (الإنجليزية)